# Heino Kruus
Heino Kruus   (Tallinn, 30 de setembre de 1926 - Tallinn, 24 de juny de 2012) fou un jugador de bàsquet estonià que va competir sota bandera de la Unió Soviètica durant les dècades de 1940 i 1950.
El 1952 va prendre part en els Jocs Olímpics d'Estiu de Hèlsinki, on guanyà la medalla de plata en la competició de bàsquet. En el seu palmarès també destaquen dues medalles d'or en el Campionat d'Europa de bàsquet, el 1951 i 1953.
A nivell de clubs jugà al BC Kalev i l'USK Tartu, amb qui guanyà el campionat soviètic de 1949. Es retirà el 1957. Entre 1954 i 1963 fou l'entrenador del BC Kalev. Guanyà el campionat de la RSS d'Estònia de bàsquet el 1946, 1947, 1949, 1954 i 1955 i d'handbol el 1957.
El 2010 va ser inclòs al Saló de la Fama del Bàsquet d'Estònia.